# 蒙迪斯米爾 (喬治亞州)
蒙迪斯米爾（英語：Mundys Mill）是位於美國喬治亞州克萊頓縣的一個非建制地區。該地的面積和人口皆未知。

## 地理
蒙迪斯米爾的座標為33°29′24″N 84°23′22″W / 33.49000°N 84.38944°W，而該地的平均海拔高度為257米（即844英尺）。